# Bigger Love
Bigger Love è il settimo album in studio del cantante statunitense John Legend, pubblicato il 19 giugno 2020. Il progetto discografico è stato riconosciuto con il Grammy Award al miglior album R&B.

## Descrizione
Il progetto discografico è stato scritto nel corso del 2019 e registrato nel febbraio del 2020. Legend collabora con numerosi artisti nella scrittura e produzione dei brani, tra cui Charlie Puth, Anderson .Paak, Raphael Saadiq, Oak Felder, Harry Warren, Toby Gad, Mr Hudson, Ryan Tedder e Julia Michaels.
Legend ha descritto il progetto musicale dai «suoni vintage con una sensibilità moderna».

## Accoglienza
| Recensione      | Giudizio |
| --------------- | -------- |
| The Guardian    |          |
| Pitchfork       |          |
| Rolling Stone   |          |
| The Independent |          |
| The Irish Times |          |
| VultureHound    |          |
| Clash           |          |
| Daily Express   |          |

Accolto positivamente dalla critica musicale, Bigger Love è descritto da Robin Murray di Clash Magazine «Dominato da un tono melodico, è un disco che pone in primo piano la personalità da seduttore di John Legend, un ascolto incredibilmente sensuale e scintillante dal punto di vista dell'anima del cantautore». Rolling Stone scrive invece che si tratti del progetto musicale come la dimostrazione del «romantico cantautore che mostra una certa versatilità musicale e convinzione sociale».
Sheldon Pearce di Pitchfork scrive nella sua recensione che  «Bigger Love è energia positiva, sostenuta dalla sua voce maestosa di Legend e dal suo fascino, ma sotto il suo aspetto positivo c'è un vuoto che è difficile da ignorare», notando un distacco dai precedenti progetti discografici che svelavano «riflessioni personali più ricche e strutturate».
Alim Kheraj di The Guardian accoglie il progetto discografico con meno entusiasmo, scrivendo CCon Darkness and Light del 2016, John Legend sembrava pronto ad affrontare il lato spinoso dell'amore. Spostandosi dalle canzoni d'amore dolcissime e pronte per il matrimonio che hanno definito la sua carriera, ha affrontato il romanticismo come una forza con cui negoziare. Tuttavia, i risultati di questo confronto mancano nel suo settimo album, Bigger Love». Kheraj descrive le canzoni come «stucchevoli» terminando chiedendosi se «le 16 tracce di canzoni d'amore per sua moglie è troppo. Come dice nella traccia Actions: "Lei non lo vuole. Non ne ha bisogno". Per chi, allora, è tutto questo lavoro?».

## Riconoscimenti
- 2021 - Grammy Awards[17]
  - Miglior album R&B
- 2021 - NAACP Image Award[18]
  - Candidatura al miglior album

## Tracce
1. Ooh Laa – 2:59
2. Actions – 2:54
3. I Do – 2:47
4. One Life – 3:14
5. Wild (with Gary Clark Jr.) – 3:16
6. Bigger Love – 2:50
7. U Move, I Move (featuring Jhene Aiko) – 3:43
8. Favorite Place – 2:48
9. Slow Cooker – 4:22
10. Focused – 3:02
11. Conversations in the Dark – 3:55
12. Don't Walk Away (with Koffee) – 3:40
13. Remember Us (with Rapsody) – 4:51
14. I'm Ready (featuring Camper) – 3:51
15. Always – 3:26
16. Never Break – 4:13

## Classifiche
| Classifica (2020) | Posizione massima |
| ----------------- | ----------------- |
| Australia         | 52                |
| Francia           | 179               |
| Paesi Bassi       | 42                |
| Stati Uniti       | 19                |
| Svizzera          | 30                |
| Regno Unito       | 63                |